# 池上リョヲマ
池上 リョヲマ（いけがみ りょをま、本名：池上竜馬、1974年9月12日 - ）は、日本の俳優。フリー（2018年1月 - ）。大阪府出身。関東学院大学文学部卒業。特技はジャンベ（アフリカ太鼓）篠笛、野球、剣道。趣味はシーカヤックとBBQ(BBQインストラクター資格取得)。
1990年テレビ東京開局25周年記念映画『ドンマイ』（神山征二郎監督作品）で主役に抜擢。スクリーンデビューを果たす。それを機に神山作品への出演を重ねながら映画、ドラマ、CM、舞台と活動の場を広げる。北区つかこうへい劇団（8期生）にて研鑽後、プロデュース公演への出演を重ねると共に、ワークショップ（UPS他）や小劇団の活動にも参加し、舞台での活動の幅も広げる。99年より６年間NHK教育番組『それゆけこどもたい』のメインレポーターもつとめる。2009年に公開された映画『鶴彬－こころの軌跡』では、再び神山監督作品での主役を果たした。

## 出演

### 映画
- シンペイ〜歌こそすべて〜 (監督：神山征二郎、2024年11月長野県先行公開・2025年1月全国上映)秋田雨雀役
- アーバンクロウ (監督：橋本一郎、2023年) -望月誠役
- 遠吠え (監督：シェーク・M・ハリス、2022年) -土田勝徳役
- 時の行路（監督：神山征二郎、2020年） - 桑山君夫役
- 救いたい〜Doctor's Wish〜（監督：神山征二郎、2014年）~佐藤二郎役
- 学校をつくろう（監督：神山征二郎、2011年） - 田尻稲次郎 役
- 鶴彬〜こころの軌跡〜（監督：神山征二郎、2009年） - 主役：鶴彬 役
- 短編映画　やがて酒があふれだす（監督：神山兼三、2009年） - 主役
- 北辰斜にさすところ（神山征二郎監督、2006年） - 七高生：中神進一郎 役
- メタセコイヤの木の下で（櫻井彰生監督、2005年） - 宮下太郎 役
- 恋文日和〜雪に咲く花〜（須賀大観監督、2004年） - 大山一樹 役
- 草の乱（神山征二郎監督、2004年） - 石田造酒八 役
- ゲロッパ!（井筒和幸監督、2003年） - 牛乳男 役
- 月光の夏（神山征二郎監督、1993年） - 村上弘之伍長 役
- WINDS OF GOD（奈良橋陽子監督、1993年） - 神風特攻隊：竹田 役
- 遠き落日（神山征二郎監督、1992年） - 白虎隊 役
- ドンマイ（神山征二郎監督、1990年） - 主役：村上弘 役

### テレビドラマ
- お迎えです。（2016年、日テレ） - 田辺 役
- 家庭教師が解く!2〜氷上の殺人トリック〜（2014年、TBS） - 刑事 富山 役
- ホテルGメン 具志堅陽子の殺人推理2（2014年、テレビ東京） - ホテルGメン 金城直哉 役
- ヤメ判 新堂謙介 殺しの事件簿3（2014年、TBS） - 桜井勇介 役
- 逃亡者 おりん2（2012年、テレビ東京） - ゲスト出演 弥兵衛 役
- 検事・霞夕子 森を歩く死体（2011年、フジテレビ） - 森を歩く死体 臼井孝一 役
- 時々迷々（2010年、NHK教育）教師役
- 龍馬伝（2010年、NHK総合） - 長州藩士 中島四郎 役
- それゆけこどもたい（1999年 - 2005年、NHK教育） -メインリポーター リョヲマ 役
- 木曜の怪談 爆裂分身娘!（1997年、フジテレビ　監督:本広克行）映画研究部部員　田端役
- 料理人、豪太が行く（1996年、フジテレビ）柳葉敏郎の少年時代役
- 南部大吉交番日記（1993年、NHK）不良役
- 親愛なる者へ（1992年、フジテレビ）主演 柳葉敏郎(島谷)の少年時代役

### CM
- すがきやの麺つゆ
- 雪印ヨーグルト
- ミロ
- マクドナルド〜スーパーマリオキャンペーン〜
- SEGA〜ソニック・ザ・ヘッジホッグ2〜
- SEGA〜ソニック・ザ・ヘッジホッグ3〜
- 進研ゼミ〜陰ながら応援篇1〜
- 進研ゼミ〜陰ながら応援篇2〜
- 十六茶

### 舞台[1]
- 2019年『フラガール2019』（昭和芸能舎　作・演出：羽原大介　赤坂REDTHEATER、トークネットホール仙台）
- 2015年『チョイスW』（作・演出：黒川恭佑、シアターブラッツ）
- 2015年『けんじとケンジと億年兆年億兆年2015』（作・演出：保科由里子　SPACE雑遊）
- 2013年『やっこらさのトンカジョン~北原白秋と三人の妻~』（川口リリア音楽ホール） - 北原白秋 役
- 2013年『男女7...8人婚活物語』（作・演出：大野泰広）
- 2012年『明日悲し別』（作・演出：倉本聰） - 中岡太郎 役
- 2012年『池田屋・裏2012』（銀河劇場） - 松山文治 役
- 2011年『約三十の嘘』（作：土田英生　演出：御笠ノ忠次　赤坂REDTHEATER） - 久津内 役
- 2009年『中也が愛した女』（作・演出：古城十忍　赤坂REDTHEATER） - 中原中也 役
- 2009年『番外 池田屋・裏』（劇団グワィニャオン、東京芸術劇場ホール1）
- 2008年『第十七捕虜収容所』（演出：鈴木裕美　東京グローブ座、シアターBRAVA!） - 捕虜：マルコ 役
- 2008年ミュージカル『FAMILY』（演出：上篠恒） - 木村拓哉 役
- 2007年『ないでこ』（劇団グワィニャオン、下北沢劇・小劇場）
- 2007年『たとえば野に咲く花のように』（作：鄭義信　演出：鈴木裕美、新国立劇場中劇場） - 李英鉄 役
- 2006年『しあわせのつぼ』（作・演出：福島三郎、ル・テアトル銀座） - アイドルマネージャー：田中 役
- 2005年『ブラウニングバージョン』（演出：鈴木裕美、俳優座劇場） - ジョン・タプロウ 役
- 2005年『Dear...私様』（劇団グワィニャオン、東京芸術劇場小ホール1）
- 2005年『生きてるうちが華なのよ』（劇団グワィニャオン、東京芸術劇場小ホール1）
- 2004年『11月のスズメバチ』（透明ランナーズプロデュース、作・演出：保井健　中野ザ・ポケット）
- 2003年『番外 池田屋・裏』（劇団グワィニャオン、新宿SPACE107）
- 2003年『第五陣 戦う戦』（劇団グワィニャオン、新宿SPACE107）
- 2002年『空飛ぶフーちゃん』（劇団グワィニャオン）
- 2002年『OTO音小僧!』（劇団グワィニャオン、新宿SPACE107）
- 2001年『Gの憂鬱 疾刻編』（劇団グワィニャオン）
- 2000年『すっぽんぽん』（新宿芸能社、アイピット目白）
- 2000年『テルさんハ笑わない』（劇団グワィニャオン　新宿SPACE107）
- 2000年『熱海殺人事件』（作：つかこうへい　演出：武田義晴） - 容疑者：大山金太郎 役
- 1998 - 1999年『新ピーターパン』（演出：釜紹人　新国立劇場 他） - 海賊マリンズ / 大人になったマイケル役

### リーディング
- 2024年『白い病』（演出：土屋士 南青山MANDALA）
- 2020年アートにエールを『中也の再生』
- 2020年Youtube版『ユンカースカムヒア〜終わらない詩〜』(作・演技指導: 池上リョヲマ)
- 2019年日本劇作家大会2019『かもめ』第一幕を読んでみる(演出：マキノノゾミ　サントミューゼ)
- 2017年菊池寛を詠む『乳』『旧恋』他（南青山MANDALA）
- 2015年菊池寛を詠む『父帰る』『相似』他（南青山MANDALA）
- 2013年岸田國士を詠む『取引にあらず』『かんしゃく玉』他（南青山MANDALA）